# 尼日尔河三角洲冲突
尼日尔河三角洲冲突是20世纪90年代初起在尼日爾河三角洲境內爆發的武裝衝突。當時外国石油公司在尼日爾河三角洲開採石油，結果引起當地居民的不滿。當地居民认为自己受到了剥削。自2004年起，暴力事件越來越多，石油公司不斷受到海盗和綁匪的襲擊。 由於暴力事件的增加，很多外國企業不敢再在該地區投資，這导致尼日利亚陷入能源供应危机。